# Faro Roman Rock
Il faro di Roman Rock si trova nella Falsa Baia, circa 1,5 km al largo di Simon's Town, in Sudafrica. È il solo faro sudafricano a non trovarsi sulla terraferma: infatti è stato eretto su uno scoglio, che viene completamente sommerso dall'alta marea, per segnalare la presenza di rocce pericolose per la navigazione.

## Storia
Fu il commodoro Joseph Nourse della Royal Navy, di stanza a Simon's Town, a scrivere al segretario generale dell'ammiragliato, a Londra, suggerendo che un faro avrebbe migliorato la sicurezza per le navi britanniche in arrivo a Simon's Town di notte. Tra il 1823 ed il 1853 vennero proposte almeno 4 locazioni per il faro, ma alla fine quella prescelta fu sugli scogli di Roman Rock poiché venne ritenuta più idonea allo scopo, nonostante i costi maggiori.
La torre in ferro venne prefabbricata in Inghilterra e quindi spedita a Simon's Town per l'installazione. I lavori di costruzione iniziarono nel 1857, ma i venti forti e le alte maree resero impossibile lavorare per più di sette giorni per ogni mese, per cui il cantiere si protrasse per 4 anni ed il faro fu terminato solo nel 1861. La luce ad acetilene è stata accesa per la prima volta il 16 settembre dello stesso anno.
Nel 1919 il faro fu completamente automatizzato, e da allora non è più necessaria la presenza di personale. Recentemente è stata aggiunta una piattaforma per l'atterraggio degli elicotteri, in quanto l'accesso via mare è reso difficoltoso dai numerosi scogli che lo circondano.

## Struttura
Si tratta di una torre in ferro prefabbricata, completamente dipinta di bianco, eretta su uno scoglio isolato. La lampada ad acetilene produce un lampo ogni sei secondi, con un'intensità di 5000 candele. L'energia elettrica è fornita da un cavo sottomarino collegato alla terraferma.
Nell'aprile del 2002 è stata installata una stazione meteorologica automatizzata alimentata da energia solare, che rileva parametri meteorologici come temperatura e pressione dell'aria, velocità e direzione del vento, umidità relativa.